# Pedro Casado Bucho
Pedro Casado Bucho (castellà: Pedro Casado)  (Madrid, 20 de novembre de 1937 - Madrid, 10 de gener de 2021) va ser un futbolista espanyol que va jugar com a defensa. Va ser internacional amb la selecció espanyola un cop.

## Carrera de club
Casado va passar una dècada completa sota contracte amb el Reial Madrid, però només va jugar set temporades de la primera divisió de manera efectiva amb l'equip. També va representar els colors del Plus Ultra, club filial del Real Madrid.
Va guanyar 11 títols importants durant el seu període, incloent-hi sis campionats estatals, cinc de consecutius i dues Copes d'Europa, tot i que no va aparèixer en cap partit d'aquesta última competició en les campanyes victorioses (1956–57 i 1965–66). Sí que va jugar com a titular la final de la Copa d'Europa de 1962, que el Madrid va perdre contra el SL Benfica per 3 a 5 a l'Estadi Olímpic d'Amsterdam, i que representava la segona victòria consecutiva de l'equip portuguès en la competició.
El 1966 va canviar d'aires, i va jugar tres temporades més a la màxima categoria amb el CE Sabadell FC, tot i que no va jugar en el seu darrer any. Després va passar al futbol amateur amb el Club Deportivo Toluca de Santander, retirant-se del partit el 1971 amb 33 anys.

## Carrera internacional
Casado va disputar un partit per Espanya, jugant en un amistós per 2-0 contra França el 2 d'abril de 1961, a la seva ciutat natal de Madrid.

## Palmarès
Reial Madrid
- Copa d'Europa: 1956–57, 1965–66
- Copa Intercontinental: 1960
- La Lliga: 1956–57, 1960–61, 1961–62, 1962–63, 1963–64, 1964–65
- Copa del Rei: 1961–62
- Copa Llatina: 1957